# Antični Rim
Antíčni Rím (tudi stári Rím) je naziv za mesto Rim v obdobju od legendarnega nastanka leta 753 pr. n. št. do začetkov srednjega veka leta 476 (razpad Zahodnorimskega cesarstva).
Ker je bilo mesto v tem obdobju prestolnica tedaj najobširnejše države v Evropi, se izraz Antični Rim večkrat uporablja v prenesenem smislu kot sopomenka za Starorimsko civilizacijo kot skupni pojem kraljevine, republike in cesarstva, oziroma kot oznaka za zgodovinsko državno ureditev s središčem v Rimu, ki je trajala od 753. pr. n. št. do 476. n. št.

## Zemljepisna razsežnost
Prvotni Rim je zrastel na gričevnatem ozemlju, kjer so bila zaradi tipične tufske sestave tal pobočja strma in vrhovi ravninski ter težko dostopni. Zaradi te prednosti so bili že v bronasti dobi poseljeni griči Aventinus, Palatinus in Capitolium, danes Aventino, Palatino, Campidoglio . Ker se je naselje nahajalo blizu morja, je kmalu navezalo stike s feničanskimi trgovci. Tako se je znašlo na križišču dveh trgovskih magistral: prva je potekala v smeri sever-jug od etruščanskih mest do grških naselbin v Kampaniji, druga je potekala od morja proti zahodu vse do ozemlja Sabincev v osrednjem delu polotoka. Pozneje so bili poseljeni in vključeni v celoto še drugi griči, od katerih so najvažnejši Quirinalis, Viminalis, trojica Oppius-Fagutal-Cispius in Caelius, danes Kvirinal, Viminal, Esquilinij, Celio.

## Zgodovina starega mesta
O nastanku mesta Rim obstaja veliko legend, ki so se razvile v teku stoletij z namenom, da se ustvari "verjetna preteklost" Rimskemu narodu. Najbolj znana legenda govori o Romulu in Remu, ki sta postavila temelje Rima 21. aprila 753 pr. n. št. To sta bila direktna potomca Eneja, ubežnika iz padle Troje. Rimljani bi naj torej izhajali iz Male Azije in njihovi predniki bi naj bili grški bogovi, vendar rimljanske legende ne posegajo toliko nazaj v čas, raje začenjajo "zgodovino" z Romulom in Remom.
Zgodnja zgodovina mesta Rim je izpričana z arheološkimi najdbami keramičnih izdelkov iz 13.-14. stoletja pr. n. št. in ostankov pokopališč blizu Palatina iz 10. stoletja pr. n. št. . Zanimivo je, da so bili leta 2005 izkopani ostanki velike palače iz 8. stoletja pr. n. št., ki potrjujejo domneve, da slonijo legende o nastanku mesta na resnici, se pravi, da je bil Rim dejansko ustanovljen v tistem času. Seveda je legenda olepšala resnične dogodke, a postaja sprejemljiva domneva, po kateri naj bi se Rim iz primitivnega naselja preuredil v mesto v polovici osmega stoletja pr. n. št..
Prvo obdobje Rima je poteklo pod vlado kraljev. Ti so bili: Romul, Numa Pompilij, Tul Hostilij, Ank Marcij, Tarkvinij Prisk, Servij Tulij in Tarkvinij Superb. To obdobje je trajalo skupno 243 let (od 753. pr. n. št. do 509. pr. n. št.) in ozemlje, ki je pripadalo mestu, se ni raztezalo preko 15 milj. 
Sledilo je obdobje republike (509 – 27 pr. n. št.), najvažnejše v rimski zgodovini, ki je trajalo skoraj polovico tisočletja. V tem obdobju se začnejo meje utrjevati in širiti. Danes bi rekli, da je nastajala država, ki je imela za prestolnico Rim. Takrat pa je bilo razumevanje drugače, raslo je mesto Rim in okoli njega so bila priključena posestva. Zato se je potegnilo dolgo v zgodovino poimenovanje 'Rim' tudi za zelo oddaljene kraje, recimo Afriko. Rimske posesti so se razširile po vsem Sredozemlju in po Evropi, predvsem med 3. in 2. stoletjem pr. n. št. V 1. stoletju pr. n. št. so se v državi odigravale velike socialne spremembe, politični spori in državljanske vojne, ki so končno privedli do ukinitve republike. Kljub temu je mesto Rim v tem času doživelo razcvet umetnosti in književnosti.
Po koncu državljanskih vojn leta 27 pr. n. št. je nastopil Avgust, ki si je s preudarnimi potezami zagotovil osebno oblast v Rimu in v vsej državi. Republika ni bila uradno preklicana in večina republiških zakonov je ostala v veljavi, vendar je Avgust postopoma prevzel vlogo absolutističnega vladarja. S tem se je začela doba cesarstva, čeprav je republika še vedno obstajala. Rimsko cesarstvo je bilo sprva obzirno do republikanske tradicije, pozneje je bila republiška zakonodaja enostavno predelana in posodobljena. Naslov imperator, ki je dotlej pomenil vojskovodjo, se je začel uporabljati v smislu vladar. 
Cesarstvo je ostalo enotna država do leta 395, ko je bilo razdeljeno na vzhodni in zahodni del. Mesto Rim je ostalo prestolnica samo za zahodni del, a tedaj že ni bilo več dovolj sposobnih voditeljev niti za skrčeno državo niti za mesto samo. Leta 476 so rimski vojaki nemške narodnosti pod poveljstvom Odoakra odstavili zadnjega zahodnorimskega cesarja. Odoaker je poslal cesarske insignije v Bizanc, s čimer je formalno predal oblast cesarju Zenonu. Bila je samo formalnost. Zenon ni dejansko prevzel oblasti, temveč je prepustil zahodni del cesarstva propadanju in razpadu. Vzhodnorimsko cesarstvo je pa trajalo še do leta 1453.

## Stari Rim skozi zgodovino
V opisanem časovnem razmahu je mesto Rim doživelo ogromen razmah in najvišje oblike oblasti, nato pa propad in ponižanje do moralnega in socialnega uničenja. Bilo je večkrat oplenjeno in razdejano. Vendar je bil antični Rim najhuje prizadet s strani lastnih prebivalcev. V težkih časih srednjega veka je bila dobesedno zasuta in zakopana vsa zapuščina starega mesta. Kar se ni dalo zasuti, je bilo porušeno in razdejano. Od slavnih rimskih kopališč in vodovodov ni ostalo niti sledu, prebivalci so v srednjem veku svoje odpadne vode izlivali kar na cesto. Imenitne palače velikih cesarjev so bile kar zakopane in današnji Rim stoji na teh gomilah. Vsaka moderna hiša ima gotovo v kleti kako starinsko steno ali steber, srečnejši so odkrili celo freske in mozaike. Stari Rim je v veliki meri še vedno nekje pod današnjim Rimom.

## Pričevanja preteklosti
Mesto Rim je bilo v obdobju Avgusta in vse do četrtega stoletja mogočno velemesto s približno milijonom prebivalcev , kjer so si vsi vladarji cesarstva prizadevali zgraditi čim večja in čim bogatejša dokazovanja svoje oblasti. Kljub poznejši uničevalni želji preprostega ljudstva, ki je na lastni koži doživljalo propadanje cesarstva, so zato še danes vidna pomembna pričevanja veličine starega Rima. Še vedno arheologi izkopavajo ostanke palač in drugih zgradb. Tako je bil na primer leta 1960 ob priliki olimpijskih iger popolnoma odkrit in restavriran celoten Maksencijev cirkus, ki je bil 520 metrov dolg in 92 metrov širok. Leta 2007 je bil začasno dovoljen obisk komaj izkopane Neronove vile Domus Aurea, ki je obsegala (skupaj z vrtovi) kar 250 ha, in je še sedaj v rokah restavratorjev. To sta samo dva primera obsežnih ostankov starega Rima, a manjših izkopanin je nešteto. V samem središču Rima in v bližnji okolici je več stalnih arheoloških najdišč, to je krajev, za katere ni predviden zaključek iskanja. Poleg tega prihajajo na površje pomembne priče preteklosti ob vsaki novogradnji. Tako je na primer gradnja podzemne železnice, ki se je začela kmalu po vojni, bila velikokrat prekinjena prav zaradi najdbe arheoloških ostankov med kopanjem trase, kar je odložilo začetek delovanja vse do leta 1980 . 
Najvažnejši ostanki v središču starega Rima so :
- Rimski forum, vladarski forumi in Trajanova tržnica (Foro Romano, Fori Imperiali, Mercati di Traiano), trije centri političnega, ekonomskega, verskega in socialnega življenja v starem Rimu;
- Kolosej, simbol starega Rima in Neronova palača Domus Aurea;
- ostanki teatra in kripte Balbo, Marcelov amfiteater s templji svetega Omobona in obširni trg Torre Argentina, kjer je bil, med drugim, usmrčen Cezar;
- podzemna bazilika Porta Maggiore, Karakalove terme, mitrej svetega Klemena, Mecenatov avditorium;
- skupina stanovanjskih hiš ob Celiju, pod Baziliko sv. Janeza in Pavla.